# Gideon und Samson
Gideon und Samson (Originaltitel: I grandi condottieri) ist ein italienischer Episodenfilm aus dem Jahre 1966 von Marcello Baldi und Francisco Pérez-Dolz.

## Handlung
Gideon und Samson ist ein Episodenfilm, der in zwei in sich geschlossenen Teilen von den berühmtesten Richtern der Bibel, Gideon und Simson erzählt. Beide befreien das Volk Israel von der Tyrannei fremder Völker, der Midianiter bzw. der Philister. Beide werden von Gott erwählt, Großes zu vollbringen.

## Hintergrund
Gedreht wurde in Spanien (Gideon-Episode) und Italien (Samson-Episode). Die Handlung wurde recht nah an den biblischen Erzählungen aus dem Buch der Richter orientiert; die Ausstattung ist überdurchschnittlich.

## Kritiken
„Schwacher Monumentalfilm über den Bauern Gideon, der von Gott auserkoren wird, das israelische Volk von feindlichen Stämmen zu befreien, und über den später geborenen Samson, der mit seinen übermenschlichen Kräften gegen die ungläubigen Philister zu Felde zieht.“